# .bl
.blは、国別コードトップレベルドメイン(ccTLD)の一つである。カリブ海にあるフランス領のサン・バルテルミー島のために予約されているが、未割当である。
2007年9月21日にISO 3166-1が改訂され、国名コード"BL"がサン・バルテルミー島に割り当てられた。この決定は、2007年7月15日にサン・バルテルミー島がフランスの海外準県となったことによるものである。これに伴い、ccTLD ".bl" がサン・バルテルミー島のために予約されることとなった。
サン・バルテルミー島ではグアドループのccTLD .gp やフランスのccTLD .fr を使用している。